# 延妮·沃林
延妮·沃林（瑞典語：Jennie Wåhlin，1997年11月26日—），瑞典女子冰壶运动员。她曾代表瑞典获得2018年冬季奥运会女子冰壶比赛金牌。她也在2019年冬季世界大学生运动会上获得金牌。